# Krasen, Ruse
Krasen (în bulgară Красен) este un sat în comuna Ivanovo, regiunea Ruse,  Bulgaria. 

## Demografie
Componența etnică a satului Krasen
     Bulgari (98,05%)
     Nicio identificare (1,52%)
     Altele (0,41%)
La recensământul din 2011, populația satului Krasen era de 719 locuitori. Din punct de vedere etnic, majoritatea locuitorilor (98,05%) erau bulgari. Pentru 1,52% din locuitori nu este cunoscută apartenența etnică.